# Мугардос – Гітіріс/Сабон
Мугардос – Гітіріс/Сабон – газопровідна система на північному заході Іспанії.
В 2007-му у порту Ферроль почав роботу термінал для імпорту ЗПГ Мугардос, для видачі продукції якого створили систему із двох газопроводів:
- довжиною 50 кілометрів до Гітіріс, де ресурс може передаватись у трубопровід Ов'єдо – Туй. Він має спадаючий діаметр 750 мм / 650 мм / 500 мм та на своєму шляху через перемичку завдовжки 1,5 кілометра з діаметром 400 мм живить ТЕС Ас-Понтес;
- від Мугардос до Сабон в околицях Ла́-Кору́нья, що має ділянки – довжиною 30 кілометрів та діаметром 650 мм до Абегондо, де існує друге сполучення з Ов'єдо – Туй, та від Абегондо до Сабон завдовжки 41 кілометр з діаметром 400 мм. Великими споживачами протранспортованого по цій частині системи ресурсу можуть бути ТЕС Сабон та нафтопереробний завод Ла-Корунья.
Робочий тиск системи 8 МПа.